# Nils Ericsson (höjdhoppare)
Nils Ericsson eller Ericson var en svensk idrottsman som vann det första svenska mästerskapet i höjdhopp, 1896. Han tävlade för Örgryte IS, och var även med i det Öis-lag som vann SM-guld i fotboll 1896.